# Erich Schütz (Mediziner)
Erich Schütz (* 6. September 1902 in Wesel; † 13. April 1988 in Münster) war ein deutscher Physiologe und Hochschullehrer, der Pionier auf dem Gebiet der Elektrophysiologie war.

## Leben und Wirken
Nach dem Abitur am humanistischen Gymnasium Elberfeld (heute Wilhelm-Dörpfeld-Gymnasium) absolvierte Schütz ein Medizinstudium an den Universitäten Tübingen, Bonn, Wien und Kiel, wo er 1926 zum Dr. med. promoviert wurde. Danach war er als Assistent an den Universitäten Tübingen sowie Berlin tätig und habilitierte sich 1930 in Berlin für Physiologie. An der Universität Berlin wirkte er zunächst als Privatdozent und ab 1935 als außerordentlicher Professor am von Wilhelm Trendelenburg geleiteten Physiologischen Institut. Von 1931 bis 1936 war er Dozent an der Deutschen Hochschule für Leibesübungen. Zum 1. Mai 1933 trat er der NSDAP bei und schloss sich auch der SS an. Ab 1933 arbeitete Schütz mit dem Leiter der Gastherapeutischen Abteilung der Militärärztlichen Akademie, Otto Muntsch, zusammen. Am Physiologischen Institut der Universität Berlin war Schütz unter dessen Direktor Wilhelm Trendelenburg Abteilungsvorstand. Er wurde im Oktober 1937 auf den Lehrstuhl für Physiologie an die Universität Münster berufen, wo er auch als Direktor das Physiologische Institut leitete. In den folgenden Jahren pendelte er zwischen Münster und Berlin.
Während des Zweiten Weltkrieges war er auch am von Hubertus Strughold geleiteten Luftfahrtmedizinischen Forschungsinstitut Berlin des Reichsluftfahrtministers Hermann Göring als Sonderführer tätig. Schütz, der zuvor schon mit Otto Muntsch für die Wehrmacht zur Wirkung von Grün- und Gelbkreuz geforscht hatte, experimentierte in Berlin mit Erich Opitz über Mangelerscheinungen des Herzens und nahm Untersuchungen über Elektrokardiogrammveränderungen unter Sauerstoffmangel vor. Am 26./27. Oktober 1942 nahm Schütz an der Tagung „Ärztliche Fragen bei Seenot und Winternot“ in Nürnberg teil, bei der u. a. über die „Unterkühlungsversuche“ an Häftlingen im KZ Dachau referiert wurde. In der Universitätsnervenklinik Münster untersuchte er 1944 am Menschen „EKG-Veränderungen bei Lufteinblasung in die Hirnventrikel (Enzephalographie) im Vergleich Höhenaufstieg in Unterdruckkammer“. Im selben Jahr wurde er zum Oberstabsarzt befördert und leitete die Chefabteilung des Luftfahrtmedizinischen Forschungsinstituts.
Nach Kriegsende verblieb Schütz auf dem Lehrstuhl in Münster und wurde dort 1970 emeritiert. Seit 1947 war er mit der Medizinerin Ursula Weber verheiratet, das Paar bekam zwei Kinder. Forschungsschwerpunkte waren u. a. Kardiologie und Elektrophysiologie. Schütz hatte von 1940 bis 1946 den Vorsitz der Deutschen Gesellschaft für Physiologie inne. Zudem war er Ehrenmitglied der Deutschen Gesellschaft für Herz- und Kreislaufforschung. Er wurde zum Dr.-Ing. ehrenhalber ernannt.

## Schriften (Auswahl)
- Rassenbiologische und physikalisch-chemische Studien über gruppenspezifische Isohaemagglutination, Dissertation an der Universität Kiel 1926
- Über die Entstehung der Herztöne, Habilitationsschrift, Berlin 1930
- Physiologie des Herzens, Springer, Berlin; Göttingen; Heidelberg 1958
- Physiologie : Lehrbuch für Studierende / Erich Schütz; Heinz Caspers; Erwin-Josef Speckmann, Urban und Schwarzenberg, München; Wien; Baltimore 1982 (16. neubearb. Auflage)
- Bau und Funktionen des menschlichen Körpers: Anatomie und Physiologie des Menschen für Hörer aller Fakultäten und für medizinische Assistenzberufe/ Schütz, Erich; Rothschuh, Karl Eduard, Urban und Schwarzenberg, München; Wien; Baltimore 1982 (17. neubearb. Auflage)